# 高倉大輝
高倉 大輝（たかくら だいき、1986年8月11日 - ）は、日本のナレーター、MC、タレント、声優。徳島県三好市出身。キャラ所属。
妻は同じ事務所の青木宏子。

## 経歴
- 徳島県立辻高等学校、大阪アニメーションスクールアニメ声優科卒業。

## 人物
- 趣味はフットサル・自転車・ボーリング・ラーメン屋巡り
- 特技は阿波踊り

## 逸話
・約4ヶ月間、聖火とともに日本全国を旅し、地元の徳島県三好市にも凱旋。一時的に英雄となった。
・箱根のホテルでるろうに剣心を読破。

## 活動
- 龍虎の拳シリーズ、ザ・キング・オブ・ファイターズシリーズで登場するリョウ・サカザキの3代目の声優として活動している。
- 趣味の自転車との関わりから、全国各地で開催される自転車レースのイベントMCを幅広く務める。
- ジャパンラグビートップリーグ所属、近鉄ライナーズが本拠地東大阪市花園ラグビー場で試合を行う際の、スタジアムMC。
- 同じ事務所の中澤ジョニィ、沼田俊也と組むコントユニットリトマス試験紙のリーダー。
- やっぱラーメンしよ!では、明るいナレーションからシリアスなナレーションまで多数の声を演じこなす。
- Sports MC Team REALのメンバー。『MC DAIKI』として活動している。
- ラグビーワールドカップ2019日本大会では期間中、東大阪市花園ラグビー場で開催される試合のスタジアムDJに選ばれた。また期間中、同大会関連イベントのMCも務める。
- 「TOKYO2020 オリンピック」「TOKYO2020 パラリンピック」両方の聖火に関わった日本初のMCである。

## 出演

### ゲーム
- ザ・キング・オブ・ファイターズ（2016年 - 2021年、リョウ・サカザキ[4]） - 3作品[一覧 1]

### ラジオ
- FM宝塚「たからづか8丁目35番地」
- Be Happy!789 「Be Free!」
- 和歌山放送「R-CM」

### 番組ナレーション
- TOKYO MX「真夜中のおバカ騒ぎ!」
- 近鉄ケーブルネットワーク「ラーメン情報バラエティやっぱラーメンにしよ!」

### CMナレーション
- HONDA ホンダカーズ明舞
- 太平建設工業
- 四国電力
- 大阪ハーフマラソン

### イベント MC
- 大阪マラソンEXPO 2014
- ジャパンラグビートップリーグ近鉄ライナーズ スタジアムMC
- ツアー・オブ・ジャパン2015
- TOYOTA GAZOO Racing FESTIVAL
- 情熱大陸スペシャルライブ
- ラグビーワールドカップ2019日本大会  東大阪市花園ラグビー場 スタジアムDJ
- TOKYO2020 オリンピック聖火リレー　MC

### 舞台
- リトマス試験紙 第1〜4回公演

### シリーズ一覧
1. ↑  『XIV』[4]（2016年）、『ALLSTAR』[5]（2018年）、『XV』[6]（2021年）